# Písčina u Tišic
Písčina u Tišic este o arie protejată (arie specială de conservare — SAC, sit de importanță comunitară — SCI) din Republica Cehă întinsă pe o suprafață de 0,6 ha, integral pe uscat.

## Localizare
Centrul sitului Písčina u Tišic este situat la coordonatele 50°15′55″N 14°33′06″E / 50.265278°N 14.551667°E.

## Înființare
Situl Písčina u Tišic a fost declarat sit de importanță comunitară în aprilie 2005 pentru a proteja 1 specie de plante. Situl a fost protejat și ca arie specială de conservare în iulie 2012.

## Biodiversitate
Situată în ecoregiunea continentală, aria protejată conține 1 habitat natural: Vegetație psamofilă uscată cu pășuni deschise de Corynephorus și Agrostis.
La baza desemnării sitului se află o specie protejată de  plante: Jurinea cyanoides.